# Tony Marsh (Rennfahrer)
Anthony Ernest „Tony“ Marsh (* 20. Juli 1931 Stourbridge; † 7. Mai 2009 in Petersfield) war ein britischer Automobilrennfahrer.

## Karriere
Anthony Marsh fuhr in den frühen 1950er-Jahren mit allem Rennen, was vier Räder hatte. Er bestritt Rallyes, beteiligte sich an Bergrennen und fuhr Rundstreckenrennen. Er gewann in den 1950er-Jahren dreimal die britische Bergmeisterschaft.
1957 kaufte er einen Formel-2-Cooper T43. Mit dem kleinen Cooper dominierte er die Formel Libre in Großbritannien und gab sein Debüt in der Fahrerweltmeisterschaft beim Großen Preis von Deutschland am Nürburgring. Marsh wurde Vierter in der Formel-2-Wertung und mit fünf Runden Rückstand auf Juan Manuel Fangio im Maserati 250F Fünfzehnter im Gesamtklassement. 1958 ersetzte Marsh den T43 durch einen T45, mit dem er bis zum Ende des Jahrzehnts Rennen bestritt.
1961, nunmehr mit einem Lotus 18, war Marsh wieder bei Bergrennen erfolgreich. Nach einigen Misserfolgen in einem B.R.M.-Rennwagen holte sich Marsh in den 1960er-Jahren auf einem 4,3-Liter-Marsh-Oldsmobile drei weitere britische Bergmeisterschaften.
Marsh, der 1960 beim 24-Stunden-Rennen von Le Mans gemeinsam mit John Wagstaff einen Lotus Elite fuhr, ist mit seinen sechs Titeln (1955, 1956, 1957, 1965, 1966, 1967) der erfolgreichste britische Bergrennfahrer der Geschichte.
In den 1960er- und 1970er-Jahren war er außerdem englischer Co-Kommentator von Jochen Luck am Nürburgring.
Marsh starb im Mai 2009 im Alter von 77 Jahren, nachdem er kurz davor mit Atembeschwerden ins Krankenhaus eingeliefert wurde.

## Statistik

### Statistik in der Automobil-Weltmeisterschaft

#### Gesamtübersicht
| Saison | Team                | Chassis    | Motor         | Rennen | Siege | Zweiter | Dritter | Poles | schn. Rennrunden | Punkte | WM-Pos. |
| ------ | ------------------- | ---------- | ------------- | ------ | ----- | ------- | ------- | ----- | ---------------- | ------ | ------- |
| 1957   | Ridgeway Management | Cooper T43 | Climax 1.5 L4 | 1      | −     | −       | −       | −     | −                | −      | NC      |
| 1958   | Tony Marsh          | Cooper T45 | Climax 1.5 L4 | 1      | −     | −       | −       | −     | −                | −      | NC      |
| 1961   | Tony Marsh          | Lotus 18   | Climax 1.5 L4 | 2      | −     | −       | −       | −     | −                | −      | NC      |
| Gesamt | Gesamt              | Gesamt     | Gesamt        | 4      | −     | −       | −       | −     | −                | −      |         |

#### Einzelergebnisse
| Saison | 1 | 2   | 3 | 4   | 5  | 6 | 7 | 8 | 9 | 10 | 11 |
| ------ | - | --- | - | --- | -- | - | - | - | - | -- | -- |
| 1957   |   |     |   |     |    |   |   |   |   |    |    |
|        |   |     |   |     | 15 |   |   |   |   |    |    |
| 1958   |   |     |   |     |    |   |   |   |   |    |    |
|        |   |     |   |     |    |   | 8 |   |   |    |    |
| 1961   |   |     |   |     |    |   |   |   |   |    |    |
|        |   | DNS |   | DNF | 15 |   |   |   |   |    |    |

| Legende  | Legende            | Legende                                                          |
| Farbe    | Abkürzung          | Bedeutung                                                        |
| -------- | ------------------ | ---------------------------------------------------------------- |
| Gold     | –                  | Sieg                                                             |
| Silber   | –                  | 2. Platz                                                         |
| Bronze   | –                  | 3. Platz                                                         |
| Grün     | –                  | Platzierung in den Punkten                                       |
| Blau     | –                  | Klassifiziert außerhalb der Punkteränge                          |
| Violett  | DNF                | Rennen nicht beendet (did not finish)                            |
| Violett  | NC                 | nicht klassifiziert (not classified)                             |
| Rot      | DNQ                | nicht qualifiziert (did not qualify)                             |
| Rot      | DNPQ               | in Vorqualifikation gescheitert (did not pre-qualify)            |
| Schwarz  | DSQ                | disqualifiziert (disqualified)                                   |
| Weiß     | DNS                | nicht am Start (did not start)                                   |
| Weiß     | WD                 | zurückgezogen (withdrawn)                                        |
| Hellblau | PO                 | nur am Training teilgenommen (practiced only)                    |
| Hellblau | TD                 | Freitags-Testfahrer (test driver)                                |
| ohne     | DNP                | nicht am Training teilgenommen (did not practice)                |
| ohne     | INJ                | verletzt oder krank (injured)                                    |
| ohne     | EX                 | ausgeschlossen (excluded)                                        |
| ohne     | DNA                | nicht erschienen (did not arrive)                                |
| ohne     | C                  | Rennen abgesagt (cancelled)                                      |
| ohne     | keine WM-Teilnahme |                                                                  |
| sonstige | P/fett             | Pole-Position                                                    |
| sonstige | 1/2/3/4/5/6/7/8    | Punktplatzierung im Sprint-/Qualifikationsrennen                 |
| sonstige | SR/kursiv          | Schnellste Rennrunde                                             |
| sonstige | *                  | nicht im Ziel, aufgrund der zurückgelegten Distanz aber gewertet |
| sonstige | ()                 | Streichresultate                                                 |
| sonstige | unterstrichen      | Führender in der Gesamtwertung                                   |

### Le-Mans-Ergebnisse
| Jahr | Team       | Fahrzeug         | Teamkollege   | Platzierung | Ausfallgrund |
| ---- | ---------- | ---------------- | ------------- | ----------- | ------------ |
| 1960 | Team Elite | Lotus Elite MK14 | John Wagstaff | Rang 14     |              |

### Einzelergebnisse in der Sportwagen-Weltmeisterschaft
| Saison | Team       | Rennwagen   | 1   | 2   | 3   | 4   | 5   |
| ------ | ---------- | ----------- | --- | --- | --- | --- | --- |
| 1959   | Lotus      | Lotus 17    | SEB | TAR | NÜR | LEM | RTT |
| 1959   | Lotus      | Lotus 17    |     | 11  |     |     |     |
| 1960   | Team Elite | Lotus Elite | BUA | SEB | TAR | NÜR | LEM |
| 1960   | Team Elite | Lotus Elite |     | 14  |     |     |     |